# Wirtschaft Perus
Die Wirtschaft Perus ist seit der Kolonialzeit durch ihren Reichtum an Bodenschätzen geprägt. Daneben spielen Agrarprodukte (und auch deren Export) eine große Rolle.
Kupfer, Zink, Gold und Silber sind weltweit benötigte und gehandelte Metalle; der Kupferpreis, Goldpreis und Silberpreis und die nachgefragten Mengen auf dem Weltmarkt beeinflussen, wie viel Devisen Peru durch deren Export einnimmt. Dies hat auch Auswirkungen auf die Binnenkonjunktur. Was die Jahre zwischen 2001 und 2016 betrifft, so wurden zwei Drittel der Änderungen im Bruttoinlandsprodukt durch Vorgänge in der Weltwirtschaft ausgelöst. Zwischen 2002 und 2013 wuchs die peruanische Wirtschaft durchschnittlich um 6,1 Prozent pro Jahr.
Die Landwirtschaft ist den unregelmäßig auftretenden Phänomenen El Niño und La Niña unterworfen.
Anfang des 20. Jahrhunderts versuchten verschiedene Regierungen, das Land wirtschaftlich weiterzuentwickeln. Dabei wurde die Rolle des Staates in den verschiedenen Ansätzen unterschiedlich beurteilt. Nach dem Ende des Kalten Krieges verschwanden mit den Planwirtschaften des Ostblocks oder Chinas auch deren Einfluss als Modelle auf die Wirtschaftspolitik. Alberto Fujimori regierte von 1990 bis 2000. Er besiegte die Hyperinflation und liberalisierte die Wirtschaft. Peru gilt heute (2017) als das wirtschaftlich stabilste Land in Lateinamerika mit dem geringsten Zahlungsausfallrisiko, noch vor Mexiko und Kolumbien. Kennzeichnend für den soliden wirtschaftlichen Zustand ist auch, dass nach dem Jahr 2000, unter den Regierungen von Toledo und Garcia die peruanische Währung dem US-Dollar gegenüber an Wert gewann, etwas das in der peruanischen Geschichte zuvor noch nie vorgekommen ist, und dies bei einer niedrigen Inflationsrate.
Die digitale Infrastruktur ist so gut entwickelt wie etwa in Spanien. Peru hinkt in der Anwendung digitaler Technologie, beispielsweise in der Industrieproduktion, hinterher.
96,5 % der Unternehmen in Peru gehören der Kategorie der kleinen und sehr kleinen Unternehmen an. Man zählt 400.000 Kleinunternehmen (Tante-Emma-Läden, Bäckereien und Restaurants) die mehr als 20 Milliarden Soles erwirtschaften. Sie exportieren nur wenig. Ungefähr 8,13 Millionen Arbeitnehmer arbeiten in kleinen Unternehmen, die 20,6 % des Bruttoinlandsproduktes erzeugen. Die Anzahl der großen und der mittleren Unternehmen nimmt ab. Sie erzeugen 97,8 % der peruanischen Exporte.
Das Wachstum der peruanischen Wirtschaft wird durch ihre geringe Produktivität beeinträchtigt. Die fallende Tendenz begann 1980 und setzte sich bis 1992 fort. Ein chilenischer Arbeitnehmer ist doppelt so produktiv wie ein Peruaner, ein US-Arbeitnehmer fünfmal so produktiv.
Von den zehn umsatzstärksten Unternehmen Perus sind sechs in ausländischer Hand. Sie finden sich in den Bereichen Banken, der Telekommunikation und dem Bergbau. Sechs große peruanische Unternehmen sind auch in anderen Ländern Lateinamerikas vertreten: Alicorp, Grupo Gloria, Banco de Crédito del Perú (BCP), Ferreyros, Minsur und Primax. Drei weitere sind weltweit tätig: Ajegroup (AJE), Belcorp und Unión Andina de Cementos (UNACEM). Die peruanischen Unternehmen, die am meisten expandieren, gehören den Kategorien der Konsumgüterindustrie, der Agroindustrie, Hotellerie und Tourismus an. Die Entwicklung vieler Unternehmen wird durch Kapitalmangel behindert.

## Makroökonomische Daten
Das Bruttoinlandsprodukt (BIP) Perus betrug im Jahr 2016 ca. 192 Mrd. US-Dollar; das waren 6.782 US-Dollar pro Kopf.
| BIP (Wachstum in %) |      |      |      |      |      |
| Jahr                | 2013 | 2014 | 2015 | 2016 | 2017 |
| Wachstum in %       | 5,8  | 2,4  | 3,3  | 4,0  | 2,7  |

Die wichtigsten Wirtschaftssektoren sind Bergbau und Fischerei. Das Land hat eine der höchsten Wachstumsraten in der Region (zum Vergleich: Chile 1,6 %, Kolumbien 1,9 %, Mexiko 2,3 %). Unter Einbeziehung der Schattenwirtschaft könnte das Bruttoinlandsprodukt fast doppelt so hoch ausfallen.
2017 wurde ein Handelsüberschuss von 5.609 Millionen $ erzielt, das waren 3.879 Millionen $ mehr als 2016. Dies ist neben dem Anstieg der Fördermenge den höheren Preisen für die Erze auf dem Weltmarkt zu verdanken. Die Inflationsrate ist niedrig:
| Inflation (in %) – Für 2017 handelt es sich um eine Schätzung. |      |      |      |      |      |
| Jahr                                                           | 2013 | 2014 | 2015 | 2016 | 2017 |
| Inflation in %                                                 | 2,9  | 3,2  | 4,4  | 3,2  | 1,4  |

## Unternehmensstruktur
In Peru zählte man Anfang 2019 2.400.000 Unternehmen. Sie schlüsseln sich folgendermaßen auf:

## Wirtschaftsgeschichtliche Entwicklung
Während der Militärdiktatur von 1968 bis 1980 musste die Wirtschaft mehrere Reformversuche über sich ergehen lassen. Durch die unprofessionelle Durchführung und Korruption führten diese Versuche zum allmählichen Ruin des Landes. Danach wechselten Verstaatlichungen und Privatisierung von Regierung zu Regierung, was der Entwicklung einer funktionierenden Wirtschaft entgegenwirkte. Zu Beginn der 1980er Jahre durften ausländische Investoren ins Land, um den Abbau von Bodenschätzen voranzutreiben. Großangelegte Entwicklungsprojekte auf dem Gebiet der landwirtschaftlichen Bewässerung wurden mit internationaler Hilfe realisiert. Die Steigerung der landwirtschaftlichen Produktion bei den Hochlandindianern und den inländischen Industrien, die Dezentralisierung der Wirtschaft, die Kontrolle der Monopole und neue Arbeitsgesetze konnten nur zu einem geringen Teil verwirklicht werden. Regierungs-, Wirtschafts- und Finanzkrisen erschütterten das Land, führten zu einer enormen Verringerung der Industrieproduktion und Kaufkraft. Die Folge war eine Inflation von 7000 % zu Beginn des Jahres 1990.
Unter Präsident Alberto Fujimori wurden die Preise und der Markt gegenüber ausländischen Investoren komplett freigeben. Die Außenzölle wurden von 100 % auf 12 % reduziert. Durch diese Maßnahmen erreichte Peru ein wahres Wirtschaftswunder. Zwischen 1990 und 2010 verfünffachte sich das BIP pro Einwohner. Bereits 1994 betrug das Wirtschaftswachstum über 12 % und hatte damit den höchsten Wert in Südamerika. Mit der Privatisierung und Verkauf unrentabler Staatsbetriebe (Minengesellschaft Hierroperú und Fluggesellschaft AeroPeruan) an ausländische Investoren wurde zusätzlich die marode Staatskasse aufgefüllt.

Verbraucherpreisindex in Peru und vier weiteren Staaten im Nordwesten Südamerikas, 1994–2004

In den folgenden Jahren, vor allem nach dem Amtsantritt Garcías (2006), hatte die Wirtschaft eine hohe Wachstumsrate von jährlich durchschnittlich etwa fünf Prozent. Perus auf Rohstoffexporten basierende Wirtschaft profitierte dabei von deutlich steigenden internationalen Rohstoffpreisen. Gleichzeitig stieg 2012 die Zahl der registrierten Umwelt- und Sozialkonflikte, die mit der Ausbeutung von Erzen, Öl oder Erdgas verbunden sind, auf 129 an. Die starke Abhängigkeit von Erzexporten wird zunehmend kritisch betrachtet; die Regierung strebt eine größere Diversifikation der Wirtschaft an.

## Wirtschaftssektoren

### Landwirtschaft

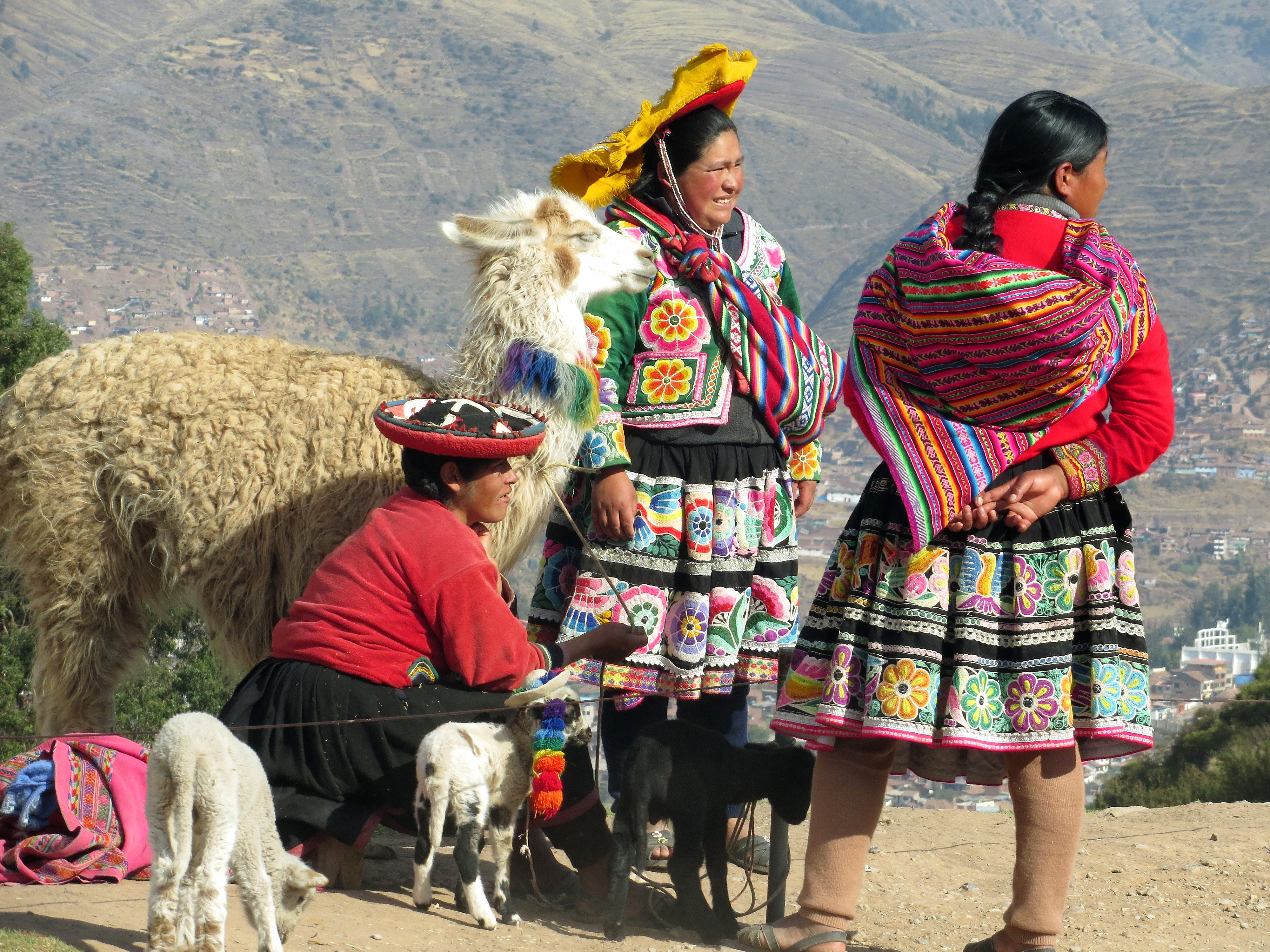
Indigene Peruanerinnen mit Alpaka

Vor allem die zahlreichen indigenen Bevölkerungsgruppen Perus leben vielfach noch von unabhängiger Subsistenzwirtschaft mit traditionellen Methoden: etwa  tropischen Gartenbauformen in der Selva, die zumeist als halbsesshafter Wanderfeldbau betrieben werden sowie in den Anden Feldbau und Alpaka-Fernweidewirtschaft. Ergänzt wird dies je nach Ethnie mehr oder weniger durch Jagen und Sammeln. In den Hochländern betreiben die Indigenen sesshaften Feldbau und in den trockeneren Punaregionen eine extensive Fernweidewirtschaft mit Alpakas, die der Transhumanz der alten Welt sehr ähnlich ist. Die Nachfrage nach Alpakawolle führt zu einer stärkeren Marktorientierung der Weidewirtschaft und in der Folge zu Veränderungen der Viehzucht-Technologien und der Wanderzyklen. Eine verstärkte Nutzung kann allerdings das fragile Ökosystem gefährden.
Der Anteil der Landwirtschaft am Bruttoinlandsprodukt hat sich merklich verringert, aber es arbeiten noch immer 33 % aller Beschäftigten im Agrarsektor. Etwa ein Viertel der Fläche Perus kann als landwirtschaftliche Fläche bezeichnet werden. Als Ackerland werden aber nur 2,5 % genutzt. Hauptsächlich werden Reis (350.000 ha), Kartoffeln (304.000 ha) und Mais (350.000 ha) angebaut. In wirtschaftlicher Hinsicht wird bei landwirtschaftlichen Erzeugnissen zwischen traditionellen (Kaffee, Kartoffeln etc.) und vor nicht langer Zeit eingeführten Produkten (Mangofrüchte, Bananen, Quinoa, Avocados, Artischocken, Spargel, Weintrauben etc.) unterschieden. Die meisten, 90 % der 2.200.000 landwirtschaftliche Betriebe sind Familienbetriebe. Der Einsatz von Dünger ist nicht weit verbreitet. 56,1 % der Landwirte setzen keinen und 32,7 % nur wenig ein. Nur 11,2 % verwenden genügend Dünger.
Die Agrarexporte sind stark gestiegen, von 580 Millionen US $ im Jahre 2000 auf voraussichtlich 6.100 Millionen US$ im Jahre 2017. Peru ist weltweit der achtgrößte Exporteur von Gewürzen (Pfeffer und Knoblauch). Seit 2014 ist Peru der größte Exporteur von Quinoa. Aus Peru kommt 50 % der weltweiten Produktion. Nach Daten des Landwirtschaftsministerium ist Peru mittlerweile auch fünftgrößter Traubenproduzent weltweit (nach Ziffern von 2016) – die Exporte erreichten einen Wert von 646,3 Millionen US$ – und der weltweit drittgrößte Exporteur von Blaubeeren (12 % Anteil am Weltmarkt).
In Peru findet auch die größte Agrarmesse Lateinamerikas statt, die Expoalimentaria mit 45.000 Besuchern und 600 Ausstellern.

#### Kartoffeln
Die Kartoffel kommt ursprünglich aus Peru. Das Land ist eines der 15 Haupterzeugerländer in der Welt. Die Kartoffelproduktion lag 2016 bei 4,5 Millionen Tonnen.  Insgesamt gibt es zwischen 3.000 und 5.000 Sorten. Die Kartoffeln wachsen bis in 4.700 m Höhe. 710.00 Familienbetriebe bauen Kartoffeln an. Allerdings liegt die Produktionsmenge nur zwischen 14 und 15 Tonnen/Hektar.

#### Kaffee
Kaffee ist das wichtigste peruanische Exportprodukt der Agrarindustrie. Hauptabnehmer sind die USA, Deutschland und Belgien. Von dessen Anbau leben 220.000 Kleinbauern. Es ist das am weitesten verbreitete landwirtschaftliche Produkt, das angebaut wird; Hauptanbaugebiete sind San Martin (33 %), Cajamarca (18 %), Junín (16 %) und das Amazonasgebiet (14 %). Auf 90.000 Hektar wird ökologisch zertifizierter Kaffee angebaut. Man schätzt, dass 2017 Kaffee im Wert von 750 bis 800 Mio. US-Dollar verkauft wird. 2016 lagen die Verkäufe noch bei 670 Millionen US-Dollar (13 % mehr als im Vorjahr). 92 % der Produktion wird exportiert, nur 8 % werden in Peru selbst verbraucht.

#### Nicht traditionelle Agrarprodukte
Die ersten 11 Monate des Jahres 2013 wurden für 2.933,1 Millionen US$ nicht traditionelle Agrarprodukte exportiert. Dies entspricht einem Wachstum von 8,1 %.
Der Spargel war das erste Agrarprodukt, das Peru ausführte. Im Jahre 1985 wurde mit seinem Anbau begonnen. 2003 war Peru der Hauptexporteur weltweit. Spargel hält beim Agrarexport einen Anteil von 18,2 % (532,7 Mio. US $) gefolgt von frischen Trauben, Avocados und Mangos. Trauben sind mittlerweile das zweitwichtigste Exportgut der peruanischen Agroindustrie (10,9 % der Ausfuhren). Hauptabnehmer für die Agrarexporte waren zu 27,9 % die USA (1,017 Mio. US$), danach folgt Holland mit einem Volumen von 401,9 Mio. US$. Im Falle Kolumbiens ging der Export am meisten zurück (73,1 %). Insgesamt belaufen sich die Exporte traditioneller Agrargüter auf 713 Millionen US$.
Hauptanbaugebiet für Reis und Zuckerrohr ist die nördliche Costa, wo durch künstliche Bewässerung ausgedehnte Flächen bewirtschaftet werden. Was die ökologische Landwirtschaft betrifft, so wurden im Jahre 2016 Produkte im Gesamtwert von 380 Millionen US-Dollar exportiert, hauptsächlich Bananen, Kakao und Quinoa. Dies bedeutet in fünf Jahren eine Steigerung von 19,6 %. Peru exportierte im Jahre 2014 Quinua im Werte von 190 Millionen US$. Insgesamt wird Quinua auf 60.000 Hektar angebaut. Die Anbaugebiete liegen hauptsächlich in den Anden, in Puno und Ayacucho. Im Jahre 2017 exportierte Peru für mehr als 240 Millionen US$ Kakao und Kakaoprodukte, davon geht die Hälfte in die Länder der Europäischen Union.
Einen Großteil an Früchten liefert das Amazonasgebiet.

### Forstwirtschaft
Mehr als die Hälfte der Landfläche Perus ist mit Wald bedeckt. Der Baumbestand wird nicht gehegt, sondern nur abgeholzt. Es gibt zwar Schutzgesetze und Teile des Amazonasgebietes sind Naturschutzgebiete, aber darum kümmert sich kaum jemand. Immer wieder kommt es zu illegalem Holzeinschlag, der einem überwiegenden Teil der Indios das Überleben ermöglicht. Das Hauptgebiet der Nutzhölzer liegt am Osthang der Anden und im Amazonasgebiet.

### Fischerei
Peru ist nach China die zweitgrößte Fischereination weltweit und die peruanische Pazifikküste zählt zu den fischreichsten Gebieten der Welt. Der Fischfang und die Fischverarbeitung gehört zu den wichtigsten Exportzweigen. So hatte Peru 1970 mit einem Gesamtfang von rund 12 Mio. Tonnen zu mehr als 20 % an den Gesamtanlandungen der Welt an Seefischen beigetragen. Allerdings gehen seit 1990 die Fangmengen zurück. Die Fanglizenzen sind größtenteils an chinesische Flotten vergeben. 28,4 % des Fischfangs wird mit Fischkuttern innerhalb der 5-Meilen-Zone an der Küste handwerklich betrieben. Von 18.000 Fischerbooten sind 8.300 registriert oder bemühen sich um Aufnahme staatliche Registrierung. Etwa 10.000 sind nicht den Behörden gemeldet. Es wird angestrebt alle Fischkuttern mit einer Lagerkapazität von über 6.48 bis 32.3 Kubikmeter zu registrieren.
2017 wurden für 2.533 Mio. $ Fischereiprodukte exportiert. 2018 werden voraussichtlich 6 Millionen Tonnen Anchovis, eine Sardellenart, die im Oberflächenwasser lebt, gefangen. Tintenfische sind die zweitwichtigste Fangart. Der handwerklich betriebenen Fischerei gehen 14,000 Fischer nach. An Thunfisch wird 2019 voraussichtlich für 250 Millionen US-Dollar exportiert und 10 Millionen Dosen im Inland verkauft. Hinzu kommen noch Makrelen und Kabeljau. China ist Abnehmer von mehr als der Hälfte der peruanischen Fischereiprodukte. Fischmehl ist das wichtigste Produkt der peruanischen Fischereiindustrie und Peru weltweit größter Hersteller überhaupt. 2017 wuchs das BIP des Fischereisektors bedingt durch den größeren Fang von Anchovis um 9,5 Prozent. Zwischen 2012 und 2016 wurden jährlich im Schnitt 799.900 Tonnen Fischmehl produziert und 867.100 Tonnen exportiert. Nach einer Schätzung der FAO beläuft sich der Wert unkontrollierten Fischfangs jährlich auf 360 Millionen US-Dollar.

### Bergbau
Seit mehr als 2000 Jahren werden in Peru Gold, Silber und Kupfer abgebaut. Während der Kolonialzeit legte das Mutterland Spanien auf die Edelmetalle Wert, um die enormen Ausgaben zu finanzieren. Die Abbaugebiete finden sich in den Zentralanden, Cajamarca und Toquepala.
70 Prozent der Erzförderung wird von großen multinationalen Konzernen kontrolliert. Das größte Bergwerksunternehmen Perus ist Buenaventura, das die Goldvorkommen ausbeutet. Es hält auch Anteile an Yanacocha, das mehrheitlich zum US-Konzern Newmont gehört und besitzt 19,85 Prozent an der Kupfermine Cerro Verde von FreeportMcMoran.
Der Bergbau hatte 2016 ein Wachstum von 21,2 Prozent und damit die höchste Wachstumsrate in den letzten 25 Jahren. Er trägt 20 Prozent zu den Steuererlösen bei.
Hauptexportprodukte des Bergbaus sind Kupfer, Zink und Gold. Metallische und Nichtmetallische Bergbauprodukte erbringen 27.745 Millionen US-Dollar und haben einen Anteil an den Exporten von 61,8 Prozent.

#### Kupfer
Peru ist mit 2,46 Millionen Festmetertonnen nach Chile der weltweit zweitgrößte Produzent von Kupfer (2019). Das Land führt größtenteils nur Erze aus. Das meiste stammt aus Cerro Verde. Nachdem die Anlage in La Oroya stillgelegt wurde, gibt es nur noch eine solche zum Herstellen von reinem Kupfer in Ilo (Moquegua, Raffinerie der Southern Cooper Corporation). Aus diesem Grund liegt der Anteil des raffinierten Kupfers, das ausgeführt wird, nicht einmal bei 20 Prozent.

#### Gold
Es ist das weitwichtigstes Exportprodukt Perus. Das Land ist der wichtigste lateinamerikanische Produzent (151 Tonnen im Jahre 2017) und liegt weltweit an vierter Stelle.
50 Prozent der peruanischen Goldproduktion stammt aus La Libertad (43 Tonnen) und Cajamarca (33 Tonnen). in Libertad waren es in den vergangenen vier Jahren 674,160 Tonnen (2025), wertmäßig 3,353 Millionen $. Es handelt sich hier jedoch nicht um die offizielle Goldförderung, sondern illegalen Abbau.
Daneben werden Vorkommen auch in Arequipa (20 Tonnen) und Ayacucho (12 Tonnen) ausgebeutet.
Im Jahre 2025 wird erwartet, dass die illegalen Goldexporte die 12 Milliarden $ übersteigen. Das ist wertmäßig 60 % mehr (mengenmäßig 110 Tonnen) als im Vorjahr.

#### Silber
Peru ist größter Silberproduzent weltweit (22,6 % der Weltproduktion). Áncash und Junín sind hier die wichtigsten Regionen, sie verfügen über 52 Prozent der Vorkommen.
Daneben werden noch Antimon, Blei und Eisenerz, Chrom, Cadmium, Cobalt, Magnesium, Mangan, Molybdän, Nickel, Quecksilber, Selen, Tellur, Uran, Vanadium, Bismut, Wolfram und Zink gefördert. An Nichtmetallen werden Bergkristall, Borax, Braunkohle, Dumorierita, Feldspat, Gips, Glimmer, Graphit, Nephelin, Phosphate, Salpeter, Schwefel, Schwerspat, Steinkohle und Salz gewonnen. Diese Mineralien werden oft im Tagebau, aber auch in Minen auf Höhen über 5000 Metern abgebaut. Bei Quecksilber gehört Peru zu den weltweit größten Produzenten.
Die Regionen, in denen Bergbau betrieben wird, erhalten einen Teil der Steuereinnahmen (Canon minero) und können damit Projekte verwirklichen. Das Problem hierbei ist, dass die Gelder, wenn überhaupt, oft nicht für soziale Zwecke ausgegeben werden.
Der Abbau der Bodenschätze wird unter dem Aspekt der Umweltschäden zunehmend kritisch betrachtet. So ist etwa in La Oroya, das zu den Orten mit der stärksten Umweltbelastung in der Welt zählte, der Abbau 2009 eingestellt worden.
Investitionen in den Bergbau:
Für 2017 wurden etwa 15 Prozent mehr Investitionen erwartet als für das Vorjahr.
Die Anzahl der Beschäftigten im illegalen Bergbau der Gold betrifft ist von etwa 10.000 im Jahre 2000 auf über 400.000 zum heutigen Zeitpunkt (2022) angestiegen.
Hauptgrund dafür ist der gestiegene Goldpreis. Aktuell werden ohne staatliche Kontrolle jährlich bis zu 50 Tonnen Gold gefördert.
Dies geschieht überall in Peru, zum Teil in Naturschutzgebieten oder indem einfach in bestehende Konzessionen eingedrungen wird.

### Bauwirtschaft
Die Bauwirtschaft spielt eine wichtige Rolle, der Zementverbrauch dient als Konjunkturbarometer. Für das Jahr 2017 wird ein sektorielles Wachstum von 3,6 % erwartet. Das scheint zu optimistisch, da es in den vergangenen Jahren nur negative Wachstumsraten gab. Beeinträchtigt wird das Wachstum im Wohnungsbau unter anderem von der oft fehlenden Infrastruktur (Kanalisation, Wasserversorgung). Ein Großteil (70 %) der Tätigkeit ist dem Eigenbau zuzuordnen. Die Baufirmen beziehen ihre Einnahmen zu 72 % durch die Verbesserung der Infrastruktur auf dem Land, auf Lima entfallen 20 % und im Ausland werden 9 % erwirtschaftet.
| Wachstum der Bauwirtschaft (in %) |       |      |      |       |       |
| Jahr                              | 2012  | 2013 | 2014 | 2015  | 2016  |
| Wachstum in %                     | 15,89 | 9,42 | −1,8 | −5,76 | −3,15 |

### Erdöl
Im nördlichen Küstengebiet und im Amazonasbecken wird Erdöl gefördert. 1977 wurde eine 900 km lange Pipeline vom Amazonasgebiet zur Hafenstadt Bayóvar gebaut, um das Rohöl aus dem unzugänglichen Dschungel in das Industriegebiet zu befördern. Für den Export nimmt das Öl nur einen geringen Stellenwert ein, ist aber wichtig für die peruanische Industrie. Die Förderung von Erdgas und Rohöl im Amazonasgebiet sorgt seit Jahren für Auseinandersetzungen zwischen der peruanischen Regierung und den betroffenen indigenen Gemeinschaften. Die Förderung ist zwischen 2008 und 2017 um 44 % zurückgegangen, so dass nicht einmal mehr der interne Verbrauch gedeckt wird.
| Erdölförderung  |      |      |      |      |      |      |      |      |      |      |
| Jahr            | 2008 | 2009 | 2010 | 2011 | 2012 | 2013 | 2014 | 2015 | 2016 | 2017 |
| Barrels/Tag/Mio | 77   | 71   | 73   | 69   | 67   | 63   | 69   | 58   | 40   | 43   |

### Industrie
Die Industrie leistet gegenwärtig (2017) einen Beitrag von 13 % zum Bruttoinlandsprodukt, den niedrigsten seit 50 Jahren. Sie hat 1,5 Millionen Beschäftigte und erbringt 18 % der Steuereinnahmen. Der Anteil an den Auslandsinvestitionen beläuft sich auf 14 %. 23 % der Unternehmenskredite werden an die Industrie vergeben. Etwa 800 Klein- und Mittelbetriebe sind in diesem Sektor tätig. Häufig handelt es sich um Familienbetriebe.
Die Industrie konzentriert sich um die Küstenstädte Lima, Chimbote, Chiclayo und Trujillo. Wichtige Zweige sind Nahrungsmittel- und Getränkeherstellung, Zuckerrohrverarbeitung, Fischmehlproduktion, chemische Industrie und Verarbeitung und Aufbereitung von Erz. Die Stahlindustrie steht ebenso wie die Textilindustrie durch Importe aus China schwer unter Druck.
Fertigerzeugnisse machen beim Export nur einen Anteil von 22 % aus (US$5.359 Millionen für 2010).
| Wachstum der Industrieproduktion (in %) |      |      |      |      |      |      |      |      |      |      |
| Jahr                                    | 2007 | 2008 | 2009 | 2010 | 2011 | 2012 | 2013 | 2014 | 2015 | 2016 |
| Wert in %                               | 10,6 | 8,6  | −6,7 | 10,8 | 8,6  | 1,5  | 5    | −3,6 | −1,5 | −1,7 |

Die Industrieproduktion ging in drei aufeinanderfolgenden Jahren um 6,7 % zurück. Dadurch gingen 150.000 Arbeitsplätze in diesem Sektor verloren (−5,4 %).
Am schlimmsten traf es die Textilindustrie (−39,9 %), die papier- und holzverarbeitende Industrie (−20,1 %) und die Chemieindustrie (-19,4 %). Die Fischereiindustrie ging um −13,6 % zurück.

### Metallverarbeitende Industrie
Sie findet sich hauptsächlich im Norden von Lima (Infanta, Los Olivos). Hier finden sich über 500 Firmen. Ihre Kunden kommen aus der Energieversorgung, der Plastikherstellung und dem Bergbau. 2009 betrug der Umsatz von ca. 400 Unternehmen 230 Millionen Dollar.

### Pharmazeutische Industrie
Es gibt in Peru 17 pharmazeutische Betriebe. In den vergangenen Jahren hat die lokale Produktion von Medikamenten abgenommen. Gleichzeitig nahmen die Importe zu. Gegen 1996 lag der Anteil der Importe noch bei 23 %, heute beläuft er sich auf zwei Drittel des Gesamtumsatzes (2.293 Millionen US$) dieses Sektors.
Auch ihr Anteil am gesamten Bruttoinlandsprodukt der Konsumgüterindustrie ging zurück.
Dies gilt auch für die klinischen Studien. Gab es 2009 noch 143 so waren es 2018 nur noch 43. Hier gibt es ein Potentiel von 60 Millionen US$.

### Textilindustrie
Insgesamt gibt es 90.000 Unternehmen der Textilindustrie, die 1,43 % des Bruttosozialprodukts erbringen. 2016 exportierten sie Waren für 1202 Millionen US-Dollar. Die Exporte der Textilindustrie gehen hauptsächlich in die Vereinigten Staaten. 80 % der Exporte werden von 20 Unternehmen erbracht. Die Exporte der Textilindustrie gehen in nur wenige Länder, etwa nach Venezuela. Deswegen ist auch ihr Anteil an den Ausfuhren von 30 % auf 7 % zurückgegangen.
Sorgen machen die hohen Löhne, 450 US-Dollar/Monat, das ist dreimal so viel wie in Zentralamerika oder Vietnam. Deswegen wird von Billigprodukten abgesehen und die Produktion auf modische Erzeugnisse und qualitativ gute Stoffe umgestellt. Ein großer Teil der Textilunternehmen, etwa 30 % sind inzwischen dazu übergegangen, Textilprodukte nur noch zu vermarkten.
Neben industrieller Produktion gibt es auch handwerkliche Betriebe für die Verarbeitung von Wolle und Baumwolle, Jute, Häuten und Fellen im Landesinneren und im Amazonasgebiet.
Zentrum des Textilhandels ist Gamarra, die Schuh- und Lederverarbeitende Industrie befindet sich in Caqueta und Trujillo (La Libertad).

### Dienstleistungssektor
Der Dienstleistungssektor schafft die meisten Arbeitsplätze und ist einer der Leistungsträger der peruanischen Wirtschaft (4,6 % Wachstum im Jahre 2018). Er erbringt 30 Prozent des peruanischen Bruttoinlandsprodukts, jährlich 6.300 Millionen Dollar an Devisen (2016). Die 6.760 Millionen Dollar wurden 2017 überschritten. Im Jahre 2004 waren es noch 1.993 Millionen Dollar. Für 2021 werden 13.000 Millionen Dollar erwartet. 70 Prozent der Dienstleistungen sind für lateinamerikanische Kunden bestimmt.
Die größte peruanische Bank ist die BCP (Banco de Crédito) der peruanischen Finanzholding Credicorp (Umsatz 11.364 Millionen $), es folgen die die BBVA Continental (Umsatz 6.052 Millionen $) der Grupo Brescia del Perú und spanischen BBVA, Scotiabank, Interbank und Mibanco. Die Banco de Credito del Peru (BCP) hat den größten Anteil bei der Vergabe von Verbraucherkredit, gefolgt von der Interbank. Die Einlagen der Genossenschaftsbanken (Cooperativas de ahorro y crédito) – es gibt davon 600 – liegen bei 8.500 Millionen Soles. Insgesamt belaufen sich die Kreditrisiken der Banken auf 236.351 Millionen Soles, davon sind 65 % Unternehmenskredite (2017). Die Rücklagen der Banken übersteigen das gesetzlich geforderte Minimum um 120 %. Es werden heute bereits mehr Bankgeschäfte über das Internet (40 %) als durch die Bankfilialen getätigt (35 %).

#### Einzelhandel
Der peruanische Einzelhandel weist das größte Wachstum in Lateinamerika auf und liegt weltweit an der neunter Stelle. Der Umsatz wuchs im Jahre 2017 um 4,4 Prozent, für 2018 wird ein Wachstum von 6 Prozent erwartet. Es wird geschätzt, dass die 78 Einkaufszentren im Jahre 2017 Waren im Wert von 25.953 Millionen Soles umsetzten; dies entspräche einer Steigerung von 9,4 Prozent im Vergleich zu 2016. Insgesamt gibt es in Peru 4.525 Geschäfte. Der Einzelhandel beschäftigt 108.000 Arbeitnehmer, davon sind 51,8 Prozent Frauen (Stand 2018).

### Tourismus
Ökotourismus bietet sich an, da es viel unberührte Natur gibt, vor allem im Andentiefland im Osten des Landes. Die Anden bieten Wanderungen bei Huaraz und Cusco sowie Machu Picchu, einem der bedeutendsten Tourismusziele Südamerikas. Der Colca Canyon nördlich von Arequipa ist ein beliebtes Trekkingziel. In den letzten Jahren hat sich auch Amazonien rund um die Stadt Iquitos als attraktives Reiseziel entwickelt. Auch der Titicacasee ist ein touristisches Highlight.
Das Land ist mit einem dichten Straßennetz gut erschlossen, doch abseits der wichtigsten Verkehrsrouten sind die meisten Straßen nicht asphaltiert, uneben und in der Regenzeit häufig unpassierbar. Auch die Gebirgslage und die großen Entfernungen können das Reisen auf dem Land beschwerlicher als in Europa machen.
Bedingt durch die bürgerkriegsähnlichen Zustände inmitten der 1980er Jahre stagnierte der Tourismus. In den 1990er Jahren kehrte sich dieser Trend um und trägt inzwischen als wichtiger und stabiler Bereich zur Wirtschaft wesentlich bei. Im Jahre 2011 war der Tourismus der drittgrößte Devisenbringer Perus.  Ein weiteres Problem ist die Umweltverschmutzung. So meldete die staatliche Umweltbehörde DIGESA im Jahre 2014, dass 45 von 221 untersuchten Stränden verschmutzt sind. Unter ihnen besteht bei 12 eine Gefahr für die Gesundheit, weil hier das Abwasser direkt ins Meer gelangt. Die Umweltverschmutzung betrifft vor allem die Strände in Lima. Hier sind 28 verschmutzt. Insgesamt gibt es 311 Strände.
Im Jahr 2016 hat der Tourismus Devisen in Höhe von 4.303 Millionen US$ eingebracht. Es kamen 4,6 Millionen Touristen, 3,9 % mehr als 2015. 47 % der Touristen kommen aus Lateinamerika, hauptsächlich aus Chile.

### Finanzwirtschaft
Das Land führt eine Wertpapierbörse mit der Bolsa de Valores de Lima, welche einen Leitindex, den S&P/BVL Peru General Index herausgibt. Außerdem verfügt die Regierung über einen Staatsfonds, den Fondo de Estabilización Fiscal, der Konjunkturelle Schwankungen abfedern soll.